# Luka Elsner
Luka Elsner (Liubliana, RFS de Yugoslavia; 2 de agosto de 1982) es un exfutbolista y entrenador esloveno. Actualmente está libre tras dejar el Stade de Reims.

## Carrera como jugador
Elsner creció en Francia y comenzó su carrera en las inferiores del Niza. En 2004 fichó por el NK Domžale de su natal Eslovenia, donde Luka mantiene el récord de ser el jugador con más partidos oficiales disputados con el club. Luego de unos breves pasos en el SK Austria Kärnten y el Muharraq Club de Baréin, regresó al Domžale hasta su retiro en 2012.

## Selección nacional
Elsner debutó con la selección de Eslovenia el 26 de mayo de 2008 contra Suecia en el Estadio Ullevi.

## Carrera como entrenador
En 2012, Elsner se convirtió en asistente técnico del NK Domžale. Un año después, se convirtió en el entrenador del primer equipo.Luego de tres temporadas, en septiembre de 2016 se marchó al Olimpija Ljubljana, donde permaneció un año.
Posteriormente, dirigió al Pafos FC y luego al Union Saint-Gilloise.Con el club belga llegó a las semifinales de la Copa de Bélgica, donde el club perdió ante el KV Mechelen, y terminó tercero en la Segunda División, después de que el club estuviera en la carrera por el ascenso durante varias jornadas.
El 19 de junio de 2019, Amiens SC anunció su contratación como entrenador en sustitución de Christophe Pélissier.En la campaña 2019-20, el club ocupaba la penúltima plaza cuando se suspendió el torneo por la pandemia de COVID-19, por lo que terminó descendiendo a la Ligue 2 tras una decisión tomada por la Ligue de Football Professionnel.El 28 de septiembre de 2020, luego de un empate ante el Pau, la directiva francés lo despidió de su cargo después de un mal comienzo de temporada.
En enero de 2021, fue anunciado como el técnico del KV Kortrijk y firmó un contrato por tres temporadas y media.El 6 de octubre, rescindió unilateralmente su contrato para convertirse en entrenador del Standard de Lieja.Fue despedido el 20 de abril de 2022 después de un decepcionante campaña donde el club finalizó en el 14.º puesto.
El 20 de junio de 2022, fue nombrado entrenador del Le Havre, en sustitución de Paul Le Guen.En su primera temporada, obtuvo el título de la Ligue 2 al vencer al Dijon por 1-0 en la última jornada y devolvió al club a la Ligue 1 tras 14 años.En la siguiente campaña, logró que el equipo permaneciera en la máxima categoría al finalizar en la 15.ª posición.El 25 de junio de 2024, presentó su renuncia al cargo.
En junio de 2024, fue oficializado como entrenador del Stade de Reims y firmó un contrato por dos temporadas. Sin embargo, fue destituido el 3 de febrero de 2025, dejando al equipo francés como 13er clasificado tras 20 jornadas de la Ligue 1.

## Vida personal
Luka viene de una familia con tradición futbolera. Su abuelo Branko Elsner fue futbolista y entrenador, al igual que su padre Marko Elsner que fue medallista olímpico con Yugoslavia en las Olimpiadas de 1984. Su hermano menor Rok Elsner también es futbolista profesional.

## Clubes

### Como jugador
| Club            | País      | Año       |
| --------------- | --------- | --------- |
| US Cagnes       | Francia   | 2000-2004 |
| NK Domžale      | Eslovenia | 2004-2010 |
| Austria Kärnten | Austria   | 2010      |
| Al-Muharraq     | Baréin    | 2010      |
| NK Domžale      | Eslovenia | 2010-2012 |

### Como entrenador
| Club                 | País      | Año       |
| -------------------- | --------- | --------- |
| NK Domžale           | Eslovenia | 2013-2016 |
| Olimpija Ljubljana   | Eslovenia | 2016-2017 |
| Pafos FC             | Chipre    | 2017-2018 |
| Union Saint-Gilloise | Bélgica   | 2018-2019 |
| Amiens SC            | Francia   | 2019-2020 |
| KV Kortrijk          | Bélgica   | 2021      |
| Standard de Lieja    | Bélgica   | 2021-2022 |
| Le Havre             | Francia   | 2022-2024 |
| Stade de Reims       | Francia   | 2024-2025 |

## Palmarés

### Como jugador

#### Campeonatos nacionales
| Título                    | Club        | País      | Año     |
| ------------------------- | ----------- | --------- | ------- |
| Primera Liga de Eslovenia | NK Domžale  | Eslovenia | 2006-07 |
| Primera Liga de Eslovenia | NK Domžale  | Eslovenia | 2007-08 |
| Supercopa de Eslovenia    | NK Domžale  | Eslovenia | 2007    |
| Copa de Eslovenia         | NK Domžale  | Eslovenia | 2010-11 |
| Supercopa de Eslovenia    | NK Domžale  | Eslovenia | 2011    |
| Liga Premier de Baréin    | Al-Muharraq | Baréin    | 2010-11 |

### Como entrenador

#### Campeonatos nacionales
| Título  | Club     | País    | Año     |
| ------- | -------- | ------- | ------- |
| Ligue 2 | Le Havre | Francia | 2022-23 |